# Zgojewko
Zgojewko (kaszb. Zgòjewkò, niem. Neuheit Schojow) – mała osada w Polsce położona w województwie pomorskim, w powiecie słupskim, w gminie Główczyce. Wieś wchodzi w skład sołectwa Żelkowo.
W latach 1975–1998 miejscowość administracyjnie należała do województwa słupskiego.

## Nazwa
Nazwa miejscowości jest tzw. chrztem nazewniczym i ma charakter pseudotopograficzny-relacyjny. Powstała przez zdrobnienie nazwy miejscowej Zgojewo formantem -k-. Pierwotna niemiecka nazwa Neuheit Schojow, wzmiankowana po raz pierwszy w 1935, ma charakter kulturowy i jest zestawieniem dwóch członów: nazwy pospolitej Neuheit „nowy przysiółek, wybudowanie” i nazwy własnej Schojow „Zgojewo”.
Rada Języka Kaszubskiego proponuje opartą na polskiej kaszubską formę nazwy Zgòjewkò.